# Ricardo Neumann
Horacio Ricardo Neumann, né le 12 juillet 1946 à Colonia Barón (province de La Pampa) et mort le 29 mai 2008, est un footballeur argentin.
Joueur au Paris FC en 1976-77 en provenance du SC Bastia avant de retourner en Argentine au club de Chacarita Juniors pour y finir sa carrière.

## Clubs
- 1966-1972 :  Chacarita Juniors
- 1972-1975 :  1.FC Cologne
- 1974-1976 :  SC Bastia
- 1976-1977 :  Paris FC
- 1978 :  Chacarita Juniors
- 1978-1979 :  Red Star